# 1973-as magyar vívóbajnokság
Az 1973-as magyar vívóbajnokság a hatvannyolcadik magyar bajnokság volt. A férfi tőrbajnokságot május 7-én rendezték meg, a párbajtőrbajnokságot május 8-án, a kardbajnokságot május 12-én, a női tőrbajnokságot pedig május 11-én, mindet Budapesten, a Játékcsarnokban.

## Eredmények
| Versenyszám          | Arany                       | Arany | Ezüst                      | Ezüst | Bronz                         | Bronz |
| -------------------- | --------------------------- | ----- | -------------------------- | ----- | ----------------------------- | ----- |
| Férfi tőrvívás       | Gyarmati Béla Újpesti Dózsa |       | Pap Jenő BVSC              |       | dr. Kamuti Jenő BVSC          |       |
| Férfi párbajtőrvívás | dr. Fenyvesi Csaba BVSC     |       | Osztrics István OSC        |       | Székely Zoltán Újpesti Dózsa  |       |
| Férfi kardvívás      | Gerevich Pál BVSC           |       | Hammang Ferenc Vasas SC    |       | Nagyházi Zoltán Újpesti Dózsa |       |
| Női tőrvívás         | Maros Magda BVSC            |       | Rejtő Ildikó Újpesti Dózsa |       | Tordasi Ildikó VM Egyetértés  |       |